# GEOS (Software)
GEOS ist eine Software, die auf mehreren Prozessorarchitekturen als Betriebssystem oder grafische Benutzeroberfläche zur Anwendung kam und kommt. Entwickelt wurde sie seit Mitte der 1980er Jahre von Berkeley Softworks, 1990 umbenannt in GeoWorks Corporation, ab 1995 von NewDeal und seit 2001 von Breadbox Computer Company LLC.

## Produktlinien

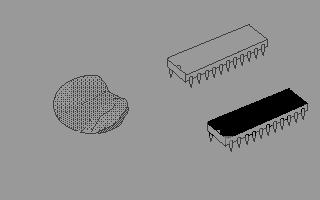
Eine mit GeoPaint aus dem GEOS-64-Paket für den C64 erstellte Grafik

Es werden drei Software-Produktlinien unterschieden. Alle unterliegen einer proprietären Nutzungslizenz:
- Das ursprüngliche GEOS (8-Bit-Betriebssystem) mit einer grafischen Benutzeroberfläche, das in den 1980ern von Berkeley Softworks für die 6502-basierten 8-Bit-Computermodelle Commodore 64 und Commodore 128 sowie für den Apple II entwickelt wurde. Drittfirmen entwickelten für C64/128 die letzte von 1993 stammende GEOS-Version unter der Bezeichnung Wheels bis 2000 weiter. Aus privater Initiative heraus gelang eine frühe, illegale Portierung für den Commodore Plus/4. Eine Weiterentwicklung für C64 und C128 mit Speichererweiterung namens „Megapatch 3“[1]  liegt vor, die weiter unter dem Namen „GDOS“[2] aktiv gepflegt und entwickelt wird. Für den Mega65 liegt eine weitere Portierung[3] vor, die die größeren Bildschirmmodi des C65-Klons ausnutzt.
- PC/GEOS, eine grafische präemptive 16-Bit-Multitasking-Benutzeroberfläche für Computer mit vorinstalliertem MS-DOS kompatiblem DOS oder diesbezüglichen Emulatoren sowie für OS/2 und Windows im DOS-Modus. PC/GEOS wurde vormals von GeoWorks, später von NewDeal und wird seit 2000 von Breadbox entwickelt und kam als vorinstalliertes Betriebssystem letztmals 2000 im GlobalPC zum Einsatz. Seit 2018 ist der Quellcode offen zugänglich und wird (Stand 2022) als FreeGeos weiterentwickelt.
- PEN/GEOS ist ein Abkömmling des PC/GEOS und wurde vor allem auf mobilen Geräten wie Smartphones, unter anderem den ersten Versionen des Nokia Communicators und anderen PDAs eingesetzt.
- GEOS-SC, ein 1997 von GeoWorks entwickelter, kompakt gehaltener 32-Bit-Multitasking-Kernel, optional mit Bedienoberfläche, für den Handy- und Smartphonemarkt.

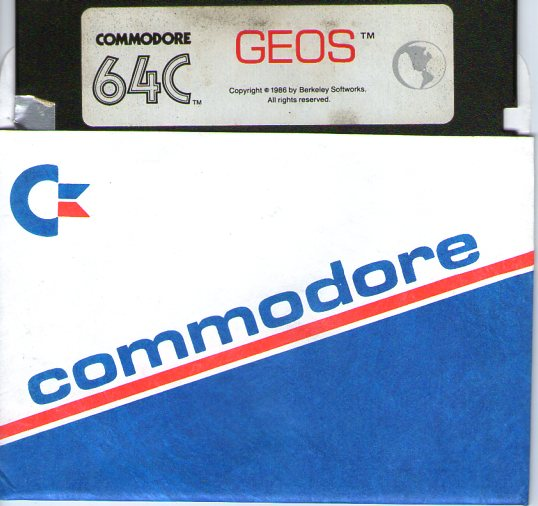
5¼"-Diskette mit GEOS für den C64

## Hardware
Spezielle GEOS-Computer sind:
- Casio Z-7000 PDA
- HP OMNIGO 100 und -120 Mini-Notebook
- Nokia Communicator Handy-Computer
- Brother GeoBook Notebookserie
- Brother LW-750ic Bildschirmschreibmaschine
- GlobalPC Volkscomputer